# Max Mathews

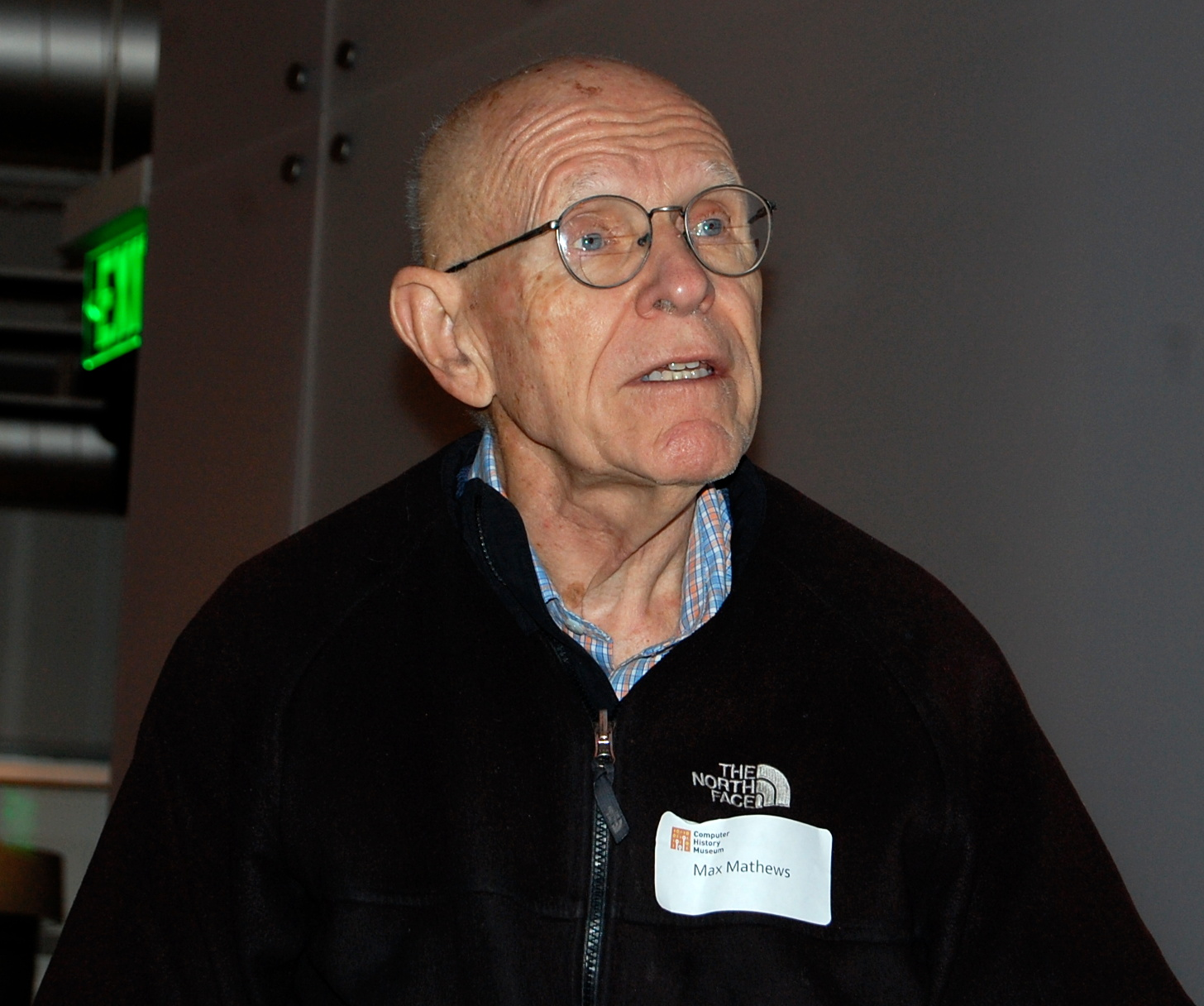
Max Mathews

Max Vernon Mathews (* 13. November 1926 in Columbus, Nebraska; † 21. April 2011 in San Francisco, Kalifornien) war ein US-amerikanischer Elektroingenieur und Pionier der Computermusik.

## Leben
Mathews studierte Elektrotechnik am California Institute of Technology (Caltech) und am Massachusetts Institute of Technology, an dem er 1954 promoviert wurde. 1957 spielte ein IBM 704-Computer eine 17 Sekunden lange Melodie, die sein Programm Music I erstellt hatte, das er an den Bell Laboratories entwickelt hatte. Dies gilt als Gründungsdatum der Computermusik. Danach befasste er sich weiter mit digitaler Audioerzeugung und Computermusik (ab den 1970er Jahren mit den zu der Zeit fortgeschrittenen technischen Möglichkeiten auch in Echtzeit) und deren Steuerung bei Live-Auftritten, Sprachsynthese, Robotik, physikalischer Akustik, über Lernen und Gedächtnis und visuelle Kommunikation. Von 1962 bis 1985 leitete er das Acoustical and Behavioral Research Center an den Bell Laboratories. Seit 1987 war er Professor an der Stanford University.
Von 1974 bis 1980 war Mathews Berater des  Institut de recherche et coordination acoustique/musique (IRCAM) in Paris. 

## Auszeichnungen
Max Mathews war Mitglied der National Academy of Sciences, der National Academy of Engineering und der American Academy of Arts and Sciences Er war IEEE Fellow und Fellow der Audio Engineering Society. Mathews erhielt eine Silbermedaille in musikalischer Akustik der Acoustical Society of America und war Ritter des französischen Ordre des Arts et des Lettres. Außerdem wurde er 1994 mit dem SEAMUS Lifetime Achievement Award ausgezeichnet.